# Sophisme génétique
 (novembre 2019).
Si vous disposez d'ouvrages ou d'articles de référence ou si vous connaissez des sites web de qualité traitant du thème abordé ici, merci de compléter l'article en donnant les références utiles à sa vérifiabilité et en les liant à la section « Notes et références ».
Le sophisme génétique est une méthode d'analyse consistant à critiquer ou à approuver une croyance ou une théorie non pas en analysant son contenu mais en se fondant sur sa genèse, tout particulièrement sur les intentions attribuées à son auteur.
Le sophisme génétique se manifeste par exemple lorsqu'Alan Sokal et Jean Bricmont sont qualifiés de francophobes en réponse aux critiques qu'ils font dans Impostures intellectuelles d'idées s'apparentant au post-modernisme, mouvement dont les principales figures se trouvent être françaises. La critique des idées faite dans le livre est alors réduite à une simple question identitaire, celle de la nationalité non française des auteurs,.
Ce procédé rhétorique classique qui vise à discréditer le messager plutôt que le message porte également le nom d'argumentatum ad personam. C'est un cas particulier de sophisme génétique, probablement un des plus fréquents.
Une autre forme de sophisme génétique consiste à approuver plus facilement le discours qui prétend incarner le groupe social, politique, culturel, auquel certains s'identifient, indépendamment de la nature du propos tenu. Par exemple, accepter le discours populiste parce qu'il prétend parler au nom du peuple ou le discours syndicaliste parce qu'il prétend parler au nom des salariés, sans considération pour les critères objectifs, rationnels, qui seraient susceptibles de réfuter tout ou partie de ce discours.